# Rioja Mitjana

Regions de la Rioja; la Rioja Mitjana és al centre de la imatge, destacada en verd.

La Rioja Mitjana és la regió central de la comunitat autònoma de La Rioja (Espanya). La comprenen els municipis situats al costat de les lleres dels rius Iregua, Leza i Jubera, és a dir, les comarques de Logronyo i Cameros. Aquests territoris limiten al nord amb el marge dret del riu Ebre, a l'est per la Serra de la Hez on comença la Rioja Baixa, pel sud amb la Sierra de la Hayeda de Santiago i Sierra de Cebollera on comença la província de Sòria i per l'Oest amb la Serra de Moncalvillo i Serra de Camero Nuevo on comença la Rioja Alta.

## Municipis

### Vall

#### Logronyo
1. Agoncillo (Recajo, San Martín de Berberana)
2. Albelda de Iregua
3. Alberite
4. Alcanadre
5. Arrúbal
6. Ausejo
7. Cenicero
8. Clavijo (La Unión de los Tres Ejércitos)
9. Corera
10. Daroca de Rioja
11. El Redal
12. Entrena
13. Fuenmayor (Barrio de la Estación)
14. Galilea
15. Hornos de Moncalvillo
16. Lagunilla del Jubera (Ventas Blancas, Villanueva de San Prudencio, Zenzano)
17. Lardero
18. Logronyo (El cortijo, La Estrella, Varea, Yagüe)
19. Medrano
20. Murillo de Río Leza
21. Nalda (Islallana)
22. Navarrete
23. Ocón (Aldealobos, Las Ruedas de Ocón, Los Molinos de Ocón, Oteruelo, Pipaona, Santa Lucía)
24. Ribafrecha
25. Robres del Castillo (Behesillas, Buzarra, Oliván, Valtrujal, San Vicente de Robres)
26. Santa Engracia del Jubera (Bucesta, El Collado, Jubera, Reinares, San Bartolomé, San Martín, Santa Cecilia, Santa Marina)
27. Sojuela
28. Sorzano
29. Sotés
30. Torremontalbo (Somalo)
31. Ventosa
32. Villamediana de Iregua (Puente Madre)

### Sierra

#### Tierra de Cameros
1. Ajamil (Larriba, Torremuña)
2. Almarza de Cameros (Ribavellosa)
3. Cabezón de Cameros
4. El Rasillo de Cameros
5. Gallinero de Cameros
6. Hornillos de Cameros
7. Jalón de Cameros
8. Laguna de Cameros
9. Leza de Río Leza
10. Lumbreras (El Horcajo, San Andrés, Venta de Piqueras)
11. Muro en Cameros
12. Nestares
13. Nieva de Cameros (Montemediano)
14. Ortigosa de Cameros (Peñaloscintos)
15. Pinillos
16. Pradillo
17. Rabanera
18. San Román de Cameros (Avellaneda, Montalvo en Cameros, Santa María en Cameros, Vadillos, Valdeosera, Velilla)
19. Soto en Cameros (Luezas, Treguajantes, Trevijano)
20. Terroba
21. Torre en Cameros
22. Torrecilla en Cameros
23. Viguera (Castañares de las Cuevas, El Puente, Panzares)
24. Villanueva de Cameros (Aldeanueva De Cameros)
25. Villoslada de Cameros